# Fiat Multipla
Fiat Multipla var en bilmodell från 1998 till 2010 och skapade stor uppmärksamhet på grund av sin säregna form och inredning. Bilen är en 6-sitsig MPV i samma storleksklass som Citroën Xsara Picasso där passagerarna är placerade i 3 separata stolar i de båda raderna. Detta annorlunda arrangemang gör att Multipla är ovanligt bred, nämligen 187 cm. En annan udda detalj är den delade, näbbformade motorhuven där strålkastarinsatserna är uppdelade i två segment på olika höjd. Detta utseende har gjort att den i Sverige kommit att kallas olika saker, som till exempel "Farmor Ankas bil" eller fettvalken. 
Designern var Roberto Giolito. År 2004 genomgick modellen dock en kraftig ansiktslyftning och en ny, mer konventionellt sluttande huv ersatte den näbbformade. Flera motorer står till buds, däribland Fiats berömda commonraildiesel på 105 hk. I Sverige har någon reguljär import av Multipla aldrig varit aktuell, enligt den svenska generalagenten, men enskilda återförsäljare, främst i stockholmsområdet, har stundtals haft modellen i lager. 
Namnet "Multipla" står för mångsidighet och har även använts på en Fiatmodell under 1950-talet, vilken byggde på 600-modellen, Fiat 600 Multipla.